# マグダレナ・スティシャク
マグダレナ・スティシャク（Magdalena Stysiak、2000年12月3日 - ）は、ポーランドの女子バレーボール選手。ポーランド代表。

## 来歴

### クラブチーム
ヴィエルニ出身。2014年、SMS PZPS Szczyrkへ入団しバレーボール選手としてのキャリアをスタートさせる。2016年、チェミック・ポリツェへ加入。2017/18シーズンはPSPS SMS Police U20でプレーした。2018/19シーズンは再びチェミック・ポリツェへ加入し、リーグ優勝とポーランドカップで準優勝した。2019/20シーズンからはイタリアセリエA1のサヴィーノ・デルベーネ・スカンディッチで2年間活躍した。2021年、モンツァへ移籍し。2021/22シーズンのセリエA1リーグで準優勝した。2023/24シーズンはトルコリーグの強豪フェネルバフチェと契約した。

### 代表チーム
アンダーカテゴリーの代表として2017年、U-18欧州選手権で銀メダルを獲得した。2019年、シニアのポーランド代表に初選出され、同年のモントルーバレーマスターズでデビューし優勝。ネーションズリーグでは5位、欧州選手権で4位とチームの躍進に貢献した。2020年、東京オリンピック欧州最終予選ではベストアウトサイドヒッター賞を受賞した。2021年、ネーションズリーグではエースとしてチーム最多の283得点をマークした。2022年、世界選手権に出場し7位となった。2023年のネーションズリーグでは銅メダルへ導いた。

## 球歴
- 世界選手権 - 2022年
- ネーションズリーグ - 2019年、2021年、2023年
- オリンピック予選 - 2019年、2023年
- 欧州選手権 - 2019年、2021年

## 受賞歴
- 2018年 - U-19 欧州選手権 ベストオポジット賞
- 2020年 - 東京オリンピック欧州最終予選 ベストアウトサイドヒッター賞
- 2023年 - 欧州選手権 ベストアウトサイドヒッター賞

## 所属クラブ
- SMS PZPS Szczyrk（2014-2015年）
- グルパ・アゾティ・チェミック・ポリツェ（2016-2017年）
- PSPS SMS Police U20（2017-2018年）
- グルパ・アゾティ・チェミック・ポリツェ（2018-2019年）
- サヴィーノ・デルベーネ・スカンディッチ（2019-2021年）
- Vero Volley Monza（2021-2023年）
- フェネルバフチェ・ユニバーサル（2023年-）